# Strzykocin
Strzykocin – osada sołecka w Polsce położona w województwie zachodniopomorskim, w powiecie gryfickim, w gminie Brojce. W latach 1975–1998 miejscowość administracyjnie należała do województwa szczecińskiego. Według danych gminy z 5 czerwca 2009 osada miała 173 mieszkańców. 
Znajdował się tutaj dwór (zburzony w 2008 r.) i park dworski. We wsi, na terenach zabudowań byłego PGR, znajduje się tartak. Na wschód od osady znajduje się wzniesienie Leszczynka (44 m n.p.m.).
Przez wieś przebiegała jedna z najstarszych linii (z 1898 roku) kolei wąskotorowej, nieeksploatowana od roku 1996. W chwili obecnej linia ta jest prawie całkowicie rozebrana. 
Strzykocin został objęty połączeniem Gryfickiej Kolei Wąskotorowej w 1898 r. po wybudowaniu wąskotorowej linii kolejowej z Gryfic Wąsk. przez Tąpadły do Dargosławia. W 1900 r. zmieniono szerokość toru z 750 mm na 1000 mm. W 1907 r. linię przedłużono do Trzebiatowa Wąsk., a do 1913 r. jeszcze do Niechorza. W 1899 r. połączono Tąpadły ze Skrzydłowem, a zarazem połączono Gryficką Kolej Wąskotorową z Kołobrzeską Koleją Wąskotorową. W 1961 r. przestały kursować pociągi do Kołobrzegu. Do 1962 r. kursowały pociągi pasażerskie na trasie Gryfice – Gościno, a do 1966 r. w skróconej relacji do Rymania. Na pozostałych liniach pozostał ruch towarowy który przez długie lata, do 1990 r. odgrywał jeszcze dużą rolę. Później, do 1995 r. odbywały się coraz mniejsze przewozy na trasie Rymań – Tąpadły. W 1991 r. zamknięto odcinek Trzebiatów Wąsk.- Dargosław, a w 1996 r. z Dargosławia do Gryfic Wąsk. Odcinek Tąpadły – Skrzydłowo – Resko Płn. do 1996 r. służył do przewozu taboru na naprawy do Reska. Cała sieć straciła spójność w czerwcu 1999 r., gdy zdemontowano przęsła torów na przejazdach kolejowo-drogowych w ciągu drogi E28 w Wicimicach, Rymaniu i Ramlewie. W okolicach Gościna (układ torowy stacji, linia w kierunku Sławoborza i częściowo linia w kierunku Rymania) oraz tory na odcinku Skrzydłowo – Tąpadły zdemontowano na przełomie lat 2006/2007.

## Zabytki
- zespół dworski, z pierwszej poł. XIX, XIX/XX:-dwór, mur.-szach., k. XVIII, XIX/XX, nr rej.: A-1625z 17.05.1989-park, nr rej.: A-1625z 27.10.1982